# んぐるわ会報
『んぐるわ会報』（んぐるわかいほう）は、高尾じんぐによる日本の漫画作品。『ヤングガンガン』（スクウェア・エニックス）において、2008年20号から2010年9号まで連載された。単行本は全4巻。

## あらすじ
とある男女共学の高校で、クールを装いつつ、わざと他人を困らせて楽しむ生徒会長に振り回される生徒会役員たちの悪戦苦闘ぶりを描く。

## 登場人物
松戸以外の生徒会役員は、全員が女子である。
会長（かいちょう）
名前は不明。第十号以降は生徒会長の座を常磐に譲り、名誉会長として生徒会に居座っている（なお、周囲からの呼称は「会長」のまま）。背が低いことにコンプレックスを抱いている。一見クールを装っているが、実はわざと他人を困らせて楽しむ真性のS。体力がないため、よく寝ている上に欠席しがちで、出席日数不足により一度留年している。最終回（第三十号）にて、再度留年したと取れる描写があるが、詳細は不明。左利き。
常磐（ときわ）
元副会長。第十号以降は、会長の引退を受けて生徒会長に就任。会長とは対照的な常識人で、容姿端麗・成績優秀。特技はダンス。
成子（なるこ）
副会長。ボーイッシュ。常磐とは、生まれた頃からの幼馴染。生徒会出席率が低い。授業中もよく寝ているが、成績は優秀。
里見（さとみ）
書記。明るく元気で前向きな性格。
松戸（まつど）
会計。生徒会役員でただ1人の男子。背は高いが気が弱く、真面目だが、少々空回りしており、好意を抱いている会長にいつも弄られている。真性のM。

## 書誌情報
- 高尾じんぐ『んぐるわ会報』スクウェア・エニックス〈ヤングガンガンコミックス〉、全4巻
  1. 2009年4月25日発売[1]、ISBN 978-4-7575-2549-8
  2. 2009年8月25日発売[2][3]、ISBN 978-4-7575-2660-0
  3. 2010年2月25日発売[4]、ISBN 978-4-7575-2813-0
  4. 2010年6月25日発売[5]、ISBN 978-4-7575-2918-2